# Rede (constelação chinesa)
Rede (em chinês: 畢宿 e literalmente, em inglês: Net) é uma constelação chinesa e uma mansão lunar componente do Tigre-branco.